# Franciscus Boermans
Franciscus Antonius Hubertus Boermans (Venlo, 15 december 1815 - Weert, 3 februari 1900) was de zestiende bisschop van Roermond (1886-1900) en de tweede bisschop na het herstel van de bisschoppelijke hiërarchie. Zijn wapenspreuk was: In fide fides (trouw in het geloof).

## Opleiding
Hij bezocht scholen in Venlo, Goch en Boxmeer, het Klein Seminarie te Rolduc en het Groot Seminarie te Luik. 

## Kerkelijke loopbaan
Franciscus Boermans werd op 22 december 1838 in Luik tot priester gewijd door bisschop Van Bommel. Tot 1840 was hij kapelaan te Roermond (parochie St. Christoffel). In 1840 werd hij secretaris van bisschop Joannes Paredis. In diezelfde tijd was hij ook prediker in de Roermondse Munsterkerk. Van 1859 tot 1886 was hij kanunnik aan het kathedraalkapittel, vanaf 1877 proost. Op 1 april 1863 werd hij benoemd tot pastoor-deken van Weert. In die plaats stichtte hij het Sint-Jansgasthuis en bood hij hulp aan de voor de Kulturkampf in Duitsland gevluchte Zusters Ursulinen. Deze konden dankzij zijn bescherming en steun een pensionaat en school stichten. Ook andere zusterorden, zoals de Franciscanessen in Heythuysen, konden met zijn hulp kloosters en scholen stichten. Op 6 december 1877 volgde zijn benoeming tot pastoor-deken van Roermond. Daar zette hij zich in voor de restauratie van de Sint-Christoffelkathedraal en kreeg zijn kerkelijke loopbaan een bekroning.
Op 5 mei 1885 benoemde paus Leo XIII hem coadjutor van de hoogbejaarde bisschop Paredis en titulair bisschop van Thermopolis. In hetzelfde jaar, op 30 juni, ontving hij van de aartsbisschop van Utrecht, Petrus Matthias Snickers, zijn bisschopswijding in de kathedraal te Roermond. In 1886 volgde hij de overleden bisschop Paredis op als zestiende bisschop van Roermond. In 1888 werd hij benoemd tot assistent-bisschop bij de pauselijke troon en Romeins graaf.
- Biografisch Portaal: 11219021
- Digitale Bibliotheek voor de Nederlandse Letteren: boer076
- Gemeinsame Normdatei: 137374178
- International Standard Name Identifier: 0000 0000 5790 9136
- Nederlandse Thesaurus van Auteursnamen: 071285253
- Virtual International Authority File: 81573542
- WorldCat: E39PBJc3KKxRyBmRx7Vj36jV4q